# Liste der Wahlbezirke im Erzherzogtum Österreich unter der Enns
Diese Liste der Wahlbezirke im Erzherzogtum Österreich unter der Enns listet alle Wahlbezirke im Kronland Österreich unter der Enns (Niederösterreich) für die Wahlen des Österreichischen Abgeordnetenhauses auf. Die Wahlbezirke bestanden zwischen 1907 und 1918.

## Geschichte
Nachdem der Reichsrat im Herbst 1906 das allgemeine, gleiche, geheime und direkte Männerwahlrecht beschlossen hatte, wurde mit 26. Jänner 1907 die große Wahlrechtsreform durch Sanktionierung von Kaiser Franz Joseph I. gültig. Mit der neuen Reichsratswahlordnung schuf man insgesamt 480 Wahlbezirke mit in der Regel je einem zu wählenden Abgeordneten, der durch Direktwahl mit allfälliger Stichwahl bestimmt wurde. In Niederösterreich wurden vor der Abschaffung des Klassenwahlrechts insgesamt 46 Abgeordnete in das Abgeordnetenhaus entsandt, wobei die Städte 19 Abgeordnete (12 davon aus Wien), die Landgemeinden acht, die Allgemeine Wählerklasse neun, die Großgrundbesitzer acht und die Handels- und Gewerbekammer Wien zwei Abgeordnete stellte. Mit der Einführung des allgemeinen Männerwahlrechts wurden in Österreich unter der Enns 64 Wahlbezirke geschaffen. Neben den 33 Städtewahlkreisen für Wien bestanden in der Folge zehn weitere Städtewahlkreise, in denen die Wahlberechtigten einer Reihe von Städten und Märkten zusammengefasst wurden. Die Landgemeindewahlkreise bestanden wiederum aus einer gewissen Anzahl von Gerichtsbezirken.
Österreich unter der wurde bei den Wahlen 1907 und 1911 vor allem von der Christlichsozialen Partei sowie den Sozialdemokraten dominiert. Stellten die Christlichsozialen nach der Reichsratswahl 1907 noch rund zwei Drittel der Abgeordneten, so kamen Sozialdemokraten und Christlichsoziale bei der Wahl 1911 jeweils auf fast 40 % der Mandate. Der Rest verteilte sich auf verschiedene deutschnationale Gruppierungen sowie wenige Unabhängige oder Kompromisskandidaten.

## Wahlbezirke
| Nr.:           | Nummer des Wahlkreises mit Link zum Wahlbezirksartikel |
| Wahlbezirktyp: | Angabe, ob es sich um einen Städtewahlkreis oder Landgemeindenwahlkreis handelt |
| Region:        | Städte oder Gerichtsbezirke, die zum Wahlbezirk gehören. Die Landgemeindewahlkreise umfassen die angegebenen Gerichtsbezirke mit bzw. ohne die zuvor genannte Gemeinden. |
| WB:            | Anzahl der Wahlberechtigten bei der Reichsratswahl 1911 |
| Partei 1907:   | Parteizugehörigkeit des Abgeordneten des Wahlbezirks bezogen auf die Reichsratswahl 1907, CS=Christlichsoziale Partei, SD=Sozialdemokratische Partei, Deutsche Fortschrittspartei, DVP=Deutsche Volkspartei, DDP=Deutschdemokratische Partei, DSP=Deutschsoziale Partei, KK=deutschnationaler Kompromisskandidat, OF=Ohne Fraktion |
| Partei 1911:   | Parteizugehörigkeit des Abgeordneten des Wahlbezirks bezogen auf die Reichsratswahl 1911 |

| Nr. | Wahlbezirktyp          | Region | WB     | Partei 1907 | Partei 1911 |
| --- | ---------------------- | --- | ------ | ----------- | ----------- |
| 1   | Stadtwahlkreis         | Teile des I. Wiener Gemeindebezirks Innere Stadt (Kaiviertel) | 2.208  | DFP         | DFP         |
| 2   | Stadtwahlkreis         | Teile des I. Wiener Gemeindebezirks Innere Stadt (Stubenviertel) | 3.607  | CS          | CS          |
| 3   | Stadtwahlkreis         | Teile des I. Wiener Gemeindebezirks Innere Stadt (Parkviertel) | 2.191  | CS          | DFP         |
| 4   | Stadtwahlkreis         | Teile des I. Wiener Gemeindebezirks Innere Stadt (Rathausviertel) | 2.484  | CS          | DFP         |
| 5   | Stadtwahlkreis         | Teile des II. Wiener Gemeindebezirks Leopoldstadt | 10.728 | OF          | OF          |
| 6   | Stadtwahlkreis         | Teile des II. Wiener Gemeindebezirks Leopoldstadt | 19.440 | CS          | SD          |
| 7   | Stadtwahlkreis         | Teile des III. Wiener Gemeindebezirks Landstraße | 17.989 | CS          | SD          |
| 8   | Stadtwahlkreis         | Teile des III. Wiener Gemeindebezirks Landstraße | 13.234 | CS          | SD          |
| 9   | Stadtwahlkreis         | Teile des IV. Wiener Gemeindebezirks Wieden | 6.390  | CS          | DFP         |
| 10  | Stadtwahlkreis         | Teile des IV. Wiener Gemeindebezirks Wieden | 6.462  | CS          | CS          |
| 11  | Stadtwahlkreis         | V. Wiener Gemeindebezirk Margareten | 22.305 | CS          | SD          |
| 12  | Stadtwahlkreis         | Teile des VI. Wiener Gemeindebezirks Mariahilf | 7.086  | CS          | SD          |
| 13  | Stadtwahlkreis         | Teile des VI. Wiener Gemeindebezirks Mariahilf | 5.958  | CS          | SD          |
| 14  | Stadtwahlkreis         | Teile des VII. Wiener Gemeindebezirks Neubau | 6.284  | CS          | DFP         |
| 15  | Stadtwahlkreis         | Teile des VII. Wiener Gemeindebezirks Neubau | 8.186  | CS          | DFP         |
| 16  | Stadtwahlkreis         | VIII. Wiener Gemeindebezirk Josefstadt | 10.518 | CS          | CS          |
| 17  | Stadtwahlkreis         | Teile des IX. Wiener Gemeindebezirks Alsergrund | 8.633  | CS          | DDP         |
| 18  | Stadtwahlkreis         | Teile des IX. Wiener Gemeindebezirks Alsergrund | 10.838 | CS          | SD          |
| 19  | Stadtwahlkreis         | Teile des X. Wiener Gemeindebezirks Favoriten | 11.133 | SD          | SD          |
| 20  | Stadtwahlkreis         | Teile des X. Wiener Gemeindebezirks Favoriten | 17.748 | SD          | SD          |
| 21  | Stadtwahlkreis         | XI. Wiener Gemeindebezirk Simmering | 9.737  | SD          | SD          |
| 22  | Stadtwahlkreis         | XII. Wiener Gemeindebezirk Meidling | 22.734 | SD          | SD          |
| 23  | Stadtwahlkreis         | XIII. Wiener Gemeindebezirk Hietzing | 21.843 | CS          | SD          |
| 24  | Stadtwahlkreis         | XIV. Wiener Gemeindebezirk Rudolfsheim | 20.235 | SD          | SD          |
| 25  | Stadtwahlkreis         | XV. Wiener Gemeindebezirk Fünfhaus | 9.750  | SD          | SD          |
| 26  | Stadtwahlkreis         | Teile des XVI. Wiener Gemeindebezirks Ottakring | 16.096 | SD          | SD          |
| 27  | Stadtwahlkreis         | Teile des XVI. Wiener Gemeindebezirks Ottakring | 19.673 | SD          | SD          |
| 28  | Stadtwahlkreis         | XVII. Wiener Gemeindebezirk Hernals | 20.968 | CS          | SD          |
| 29  | Stadtwahlkreis         | Teile des XVIII. Wiener Gemeindebezirks Währing | 7.824  | CS          | KK          |
| 30  | Stadtwahlkreis         | Teile des XVIII. Wiener Gemeindebezirks Währing | 10.150 | CS          | DSP         |
| 31  | Stadtwahlkreis         | XIX. Wiener Gemeindebezirk Döbling | 10.109 | CS          | CS          |
| 32  | Stadtwahlkreis         | XX. Wiener Gemeindebezirk Brigittenau | 18.577 | SD          | SD          |
| 33  | Stadtwahlkreis         | XXI. Wiener Gemeindebezirk Floridsdorf | 15.579 | SD          | SD          |
| 34  | Stadtwahlkreis         | Ebreichsdorf, Pottendorf, Trumau, Unterwaltersdorf, Weigelsdorf, Siegersdorf, Tattendorf, Oberwaltersdorf, Günselsdorf, Kottingbrunn, Leobersdorf, Schönau, Teesdorf, Traiskirchen, Brunn am Steinfelde, Ebenfurth, Eggendorf, Erlach, Felixdorf, Lichtenwörth, Oberpiesting, Unterpiesting, Sollenau, Steinabrückl, Wöllersdorf, Dreistetten, Muthmannsdorf | 8.668  | SD          | SD          |
| 35  | Stadtwahlkreis         | Liesing, Atzgersdorf, Inzersdorf bei Wien, Kaltenleutgeben, Siebenhirten, Vösendorf, Mannersdorf, Ebergassing, Fischamend-Markt, Hennersdorf, Altkettenhof, Neukettenhof, Kleinneusiedl, Rannersdorf, Wiener Neudorf, Gramatneusiedl | 9.938  | SD          | SD          |
| 36  | Stadtwahlkreis         | Krems, Stein, Klosterneuburg, Korneuburg, Stockerau | 9.640  | DVP         | SD          |
| 37  | Stadtwahlkreis         | Zwettl, Weitra, Dietmanns, Großsiegharts, Waidhofen an der Thaya, Heidenreichstein, Litschau, Aalfang, Böhmzeil, Brand, Erdweis, Gmünd, Hoheneich, Schrems, Niederschrems, Wielands, Horn, Karlstein, Kautzen | 7.840  | SD          | KK          |
| 38  | Stadtwahlkreis         | Mistelbach, Bruck an der Leitha, Hainburg, Zistersdorf, Feldsberg, Poysdorf, Laa an der Thaya, Oberhollabrunn, Retz | 7.026  | CS          | DFP         |
| 39  | Stadtwahlkreis         | Baden, Vöslau, Weikersdorf, Mödling, Schwechat | 9.260  | CS          | DFP         |
| 40  | Stadtwahlkreis         | Wiener-Neustadt | 5.440  | SD          | SD          |
| 41  | Stadtwahlkreis         | St. Pölten, Herzogenburg, Melk, Pöchlarn, Ybbs, Scheibbs, Amstetten, Waidhofen an der Ybbs | 9.021  | CS          | SD          |
| 42  | Stadtwahlkreis         | Neunkirchen, Dunkelstein, Sankt Johann am Steinfelde, Pitten, Puchberg am Schneeberg, Rohrbach am Steinfelde, Buchbach, Gloggnitz, Pottschach, Reichenau, Wimpassing | 8.870  | SD          | SD          |
| 43  | Stadtwahlkreis         | Lilienfeld, Sankt Aegidi am Neuwalde, Hohenberg, Traisen, Hainfeld, Sankt Veit an der Gölsen, Rohrbach an der Gölsen, Göblasbruck, Stattersdorf, Viehofen, Wilhelmsburg, Berndorf, Fahrafeld, Grillenberg, Hernstein, Hirtenberg, Pottenstein, Sankt Veit an der Triesting, Weißenbach an der Triesting                                                      | 10.998 | SD          | SD          |
| 44  | Landgemeindenwahlkreis | Gerichtsbezirke Tulln, Atzenbrugg, Neulengbach | 9.563  | CS          | CS          |
| 45  | Landgemeindenwahlkreis | Gerichtsbezirke Hainfeld, Sankt Pölten, Kirchberg an der Pielach | 8.816  | CS          | CS          |
| 46  | Landgemeindenwahlkreis | Gerichtsbezirke Amstetten, Ybbs, Mank | 9.741  | CS          | CS          |
| 47  | Landgemeindenwahlkreis | Gerichtsbezirke Sankt Peter in der Au, Haag, Waidhofen an der Ybbs | 12.091 | CS          | CS          |
| 48  | Landgemeindenwahlkreis | Gerichtsbezirke Gaming, Scheibbs, Lilienfeld, Gutenstein | 11.121 | CS          | CS          |
| 49  | Landgemeindenwahlkreis | Gerichtsbezirke Wiener-Neustadt, Pottenstein, Ebreichsdorf, Baden | 8.411  | CS          | CS          |
| 50  | Landgemeindenwahlkreis | Gerichtsbezirke Neunkirchen, Gloggnitz, Aspang, Kirchschlag | 10.554 | CS          | CS          |
| 51  | Landgemeindenwahlkreis | Gerichtsbezirke Mödling, Liesing, Purkersdorf, Klosterneuburg | 12.096 | CS          | CS          |
| 52  | Landgemeindenwahlkreis | Gerichtsbezirke Schwechat, Bruck an der Leitha, Hainburg, Marchegg | 9.438  | CS          | CS          |
| 53  | Landgemeindenwahlkreis | Gerichtsbezirke Korneuburg, Großenzersdorf, Wolkersdorf | 12.070 | CS          | CS          |
| 54  | Landgemeindenwahlkreis | Gerichtsbezirke Mistelbach, Matzen | 10.458 | CS          | CS          |
| 55  | Landgemeindenwahlkreis | Gerichtsbezirke Zistersdorf, Feldsberg | 9.346  | CS          | CS          |
| 56  | Landgemeindenwahlkreis | Gerichtsbezirke Haugsdorf, Laa an der Thaya, Poysdorf | 10.689 | CS          | CS          |
| 57  | Landgemeindenwahlkreis | Gerichtsbezirke Oberhollabrunn, Ravelsbach, Retz | 13.189 | CS          | CS          |
| 58  | Landgemeindenwahlkreis | Gerichtsbezirke Horn, Geras, Raabs, Allentsteig | 10.782 | CS          | CS          |
| 59  | Landgemeindenwahlkreis | Gerichtsbezirke Gföhl, Langenlois, Eggenburg | 10.298 | CS          | CS          |
| 60  | Landgemeindenwahlkreis | Gerichtsbezirke Waidhofen an der Thaya, Dobersberg, Litschau, Schrems | 9.565  | CS          | CS          |
| 61  | Landgemeindenwahlkreis | Gerichtsbezirke Weitra, Zwettl, Gmünd, Großgerungs | 10.130 | CS          | CS          |
| 62  | Landgemeindenwahlkreis | Gerichtsbezirke Spitz, Pöggstall, Persenbeug, Ottenschlag | 9.632  | CS          | CS          |
| 63  | Landgemeindenwahlkreis | Gerichtsbezirke Melk, Mautern, Herzogenburg | 8.858  | CS          | CS          |
| 64  | Landgemeindenwahlkreis | Gerichtsbezirke Krems, Kirchberg am Wagram, Stockerau | 10.773 | CS          | CS          |